# Посёлок Ленинского Лесхоза
Посёлок Ле́нинского Лесхо́за — посёлок в Октябрьском округе Липецка. Расположен на Тракторном (3-й участок); примыкает к улице Докучаева с южной стороны. Имеет проезжую часть — продолжение проезда Ильича.
Посёлок в основном застроен частными домами работников лесхоза, а также промышленными и складскими помещениями. Дома расположены в четыре ряда, проходящими от улицы Докучаева в южном направлении к лесу. Все строения имеют адресацию непосредственно по посёлку и не относятся ни к одной из улиц города.
Ленинский лесхоз является структурным подразделением управления лесного хозяйства Липецкой области. В его ведении — использование, охрана, защита и воспроизводство лесов на территории Липецкого и Грязинского районов Липецкой области.

## Транспорт
- Автобусы 19, 33, 323а, 379; ост.: «3-й участок».